# Slag bij Brown's Ferry
De Slag bij Brown's Ferry vond plaats op 27 oktober 1863 in Hamilton County Tennessee tijdens de Amerikaanse Burgeroorlog. Deze kleine slag zou grote gevolgen hebben voor de Slag bij Missionary Ridge die een maand later plaatsvond.

## Achtergrond
Na de nederlaag bij Chickamauga van het Noordelijke Army of the Cumberland trok het leger zich terug naar Chattanooga. Het Zuidelijke leger onder leiding van generaal Braxton Bragg begon aan een langdurige belegering van de stad. De Noordelijke bevelhebber William S. Rosecrans stuurde een telegram naar president Abraham Lincoln waarin stond dat: "we daarom geen zekerheid hebben of we onze stellingen kunnen behouden." " Lincoln stuurde onmiddellijk versterkingen die uit het Army of the Potomac en de Army of the Tennessee kwamen. De president plaatste deze eenheden onder het algemeen bevel van generaal-majoor Ulysses S. Grant. Op 26 oktober begon Grant aan de operaties om een bevoorradingslijn te openen tussen Brown's Ferry en Chattanooga.
Grants plan werd uitgevoerd door zijn hoofdingenieur, namelijk brigadegeneraal William F. "Baldy" Smith. Een brigade van James Longstreets corps onder leiding van Evander M. Law in Lookout Valley probeerde de Noordelijke inspanningen te dwarsbomen.

## De slag
Om Brown’s Ferry te benaderen zouden de Noordelijke soldaten uit verschillende richtingen oprukken. Baldy Smith had hiervoor twee brigade onder leiding van brigadegeneraals William B. Hazen en John B. Turchin en een geniebrigade onder leiding van kolonel Timothy Robbins Stanley toegewezen gekregen. Turchins soldaten werden over het land gestuurd om via Moccasin Point de oostelijke oever van Brown’s Ferry in handen te krijgen. De soldaten van Hazen werden in gedeeld in 50 pelotons van telkens 21 manschappen (20 soldaten en 1 officier). Zij moesten met pontonboten de rivier afvaren. Deze boten werden bemand door de soldaten van Stanley. Een derde colonne onder leiding van generaal-majoor Joseph Hooker werden in reserve gehouden en konden indien nodig oprukken vanuit Bridgeport, Alabama om Hazens soldaten te versterken.
Om 03.00u ‘s morgens gingen Hazens soldaten aan boord van de boten. Ze voeren voorbij Moccasin Point en de Zuidelijke voorposten bij Lookout Mountain. Dankzij de snelle stroming maakten ze goede vooruitgang. Verder stroomafwaarts zouden ze opnieuw aan land gaan.
De regio werd gepatrouilleerd door de eenheden van brigadegeneraal Evander M. Law. Zijn eenheden hadden zich de voorgaande dagen verspreid langs de oever van de rivier. Daarom waren er slechts 5 compagnies aanwezig op de plaats waar Hazens soldaten aan land gingen. Rond 05.00u arriveerden Hazens soldaten aan de landingsplaats in volledig stilte. De aanval werd ingezet waarbij de Zuidelijke voorposten zeer snel onder de voet gelopen werden.
Brown’s Ferry werd bewaakt door twee regimenten. Een van deze regimenten stond onder leiding van kolonel William C. Oates van de 4th Alabama Infantry. Hij had zijn moed getoond bij een aanval op Little Round Top in de Slag bij Gettysburg. Oates had de avond voordien reeds versterkingen opgetrommeld omdat hij een aanval vermoedde. De versterkingen arriveerden in de vorm van een extra regiment van Longstreets korps. Toen Oates van de vijandelijke landing hoorde, trof hij de nodige voorbereidingen om tot de tegenaanval over te gaan. Tegen de tijd dat hij bij de landingsplaats arriveerde, hadden de Noordelijken zich al ingegraven. Tijdens de aanval raakte Oates gewond aan de heup. Ondertussen werden Turchins manschappen overgezet door de pontonboten onder leiding van Stanley. Deze gecombineerde Noordelijke strijdmacht verjoeg de Zuidelijken van het slagveld. De Zuidelijken trokken zich terug in zuidelijke richting naar Wauhatchie.

## Gevolgen
De Noordelijke bevoorradingslijn werd dankzij de inname van Brown’s Ferry mogelijk. Tegen de namiddag van 27 oktober was er een pontonbrug over de rivier geslagen. Ondertussen waren de versterkingen van Hooker onderweg. Noordelijke troepen rukten daarna verder op door Lookout Valley waar ze op 28 oktober en 29 oktober opnieuw slaags geraakten met de Zuidelijken in de Slag bij Wauhatchie.